# Eucidaris galapagensis
Espèce
Eucidaris galapagensis est une espèce d'oursins de la famille des Cidaridae et qui, comme son nom l'indique, est endémique des Galápagos.

## Description

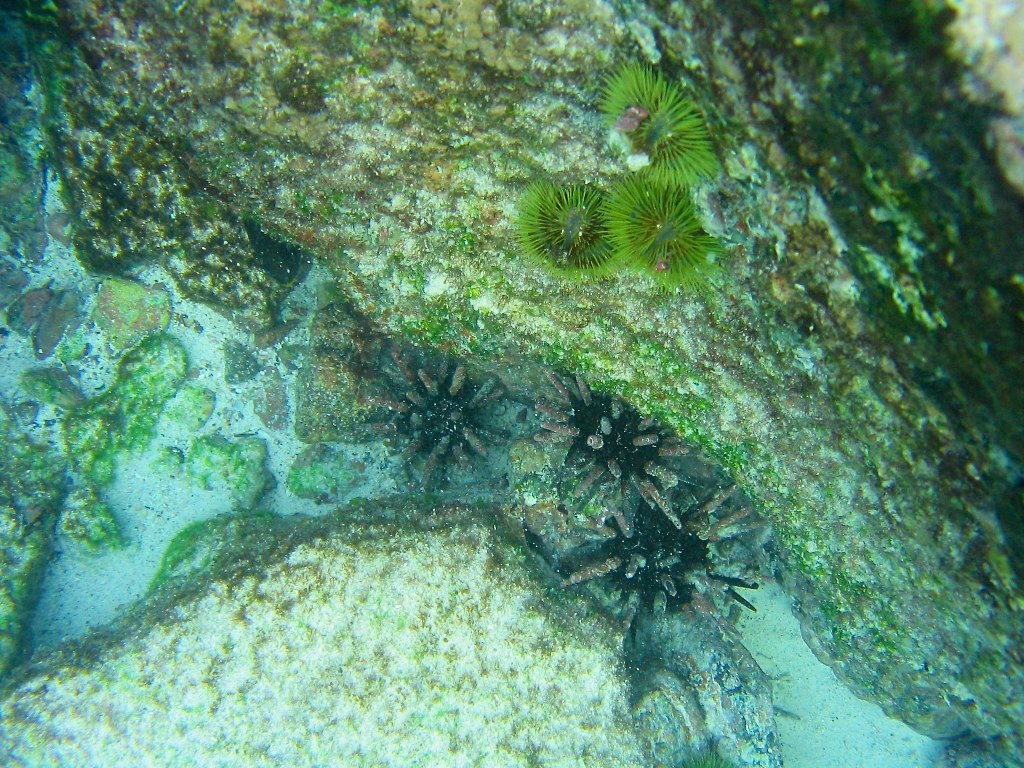
En compagnie de leurs cousins et rivaux Lytechinus semituberculatus.

C'est un oursin régulier dont la coquille (appelée « test ») ne dépasse pas 7 cm. Celle-ci est protégée tout d'abord par des « radioles primaires » (les piquants les plus longs) clairsemées mais longues, épaisses et robustes, légèrement denticulées, et à la pointe très émoussée (parfois plate). Elles sont le plus souvent recouvertes d'épibiontes (algues, corallinales…) qui les font apparaître grises et éventuellement maculées d'autres couleurs. Elles sont implantées sur de gros tubercules perforés très protubérants et alignés en dix méridiens, protégés par de petites radioles secondaires noires ou rouges. Les ambulacres sont marqués par une raie claire bordée de radioles secondaires brun-rouge. Le système apical (organes situés au sommet du test de l'animal, dont l'anus), pentagonal, est dépourvu de radioles primaires mais protégé par des radioles secondaires, et met bien en évidence les quatre plaques génitales et le madréporite.
Avec ses piquants épais, Eucidaris galapagensis est typique des « oursins-crayons ».

## Habitat et répartition
Cet oursin est endémique des Galápagos, où on le considère parfois comme une sous-espèce de Eucidaris thouarsii. Les analyses génétiques en ont cependant fait une espèce à part entière.
On rencontre cet oursin principalement sur les fonds rocheux ou accidentés. Il vit caché dans des trous ou des anfractuosités pendant la journée, et peut aussi être rencontré à de fortes profondeurs.

## Écologie et comportement
De mœurs nocturnes, il sort de sa cachette à la tombée de la nuit pour se nourrir. C'est un brouteur omnivore et détritivore, qui se nourrit d'algues, mais aussi occasionnellement d'éponges, d'ascidies, de charognes et de détritus. Il broie sa nourriture au moyen de sa mâchoire puissante appelée « lanterne d'Aristote ».
La reproduction est gonochorique, et mâles et femelles relâchent leurs gamètes en même temps en pleine eau, où œufs puis larves vont évoluer parmi le plancton pendant quelques semaines avant de se fixer.

## Eucidaris galapagensiset l'Homme
Contrairement à la plupart de ses congénères, cet oursin ne présente pas de danger pour l'homme vu que ses piquants ne sont pas pointus. Par ailleurs sa taille et ses mœurs cryptiques limitent les risques de marcher dessus par inadvertance. Il n'est d'aucune valeur commerciale, et ne semble consommé dans aucun pays de son aire de répartition.

## Systématique
Cette espèce, bien que décrite en 1887 par Ludwig Heinrich Philipp Döderlein, fut longtemps considérée comme une simple sous-espèce locale d'Eucidaris thouarsii pour les Galápagos, dont ils sont effectivement la copie conforme. Il fallut attendre les analyses d'ADN mithochondrial de Lessios en 2001 pour établir que l'originalité génétique de cette population était suffisante pour la ré-élever au rang d'espèce à part entière.